# Underbarn (musikalbum)
Underbarn är ett studioalbum från 1999 av den svenske rockmusikern Staffan Hellstrand.
Detta album kan uppfattas som en motreaktion på Hellstrands föregående album, det kalejdoskopiska Underland. På Underbarn står rockbandet i fokus och det förekommer inte många pålagda instrument, med undantag för några programmeringar med suggestiv effekt.
Låtarna "Tala om"  och "Underbarn"  utkom även som singlar.

## Låtlista
Musik och text av Staffan Hellstrand.
| Nr  | Titel                          | Längd | Notering                                                       |
| --- | ------------------------------ | ----- | -------------------------------------------------------------- |
| 1.  | Som brittisk pop               | 3:30  |                                                                |
| 2.  | Underbarn                      | 4:01  |                                                                |
| 3.  | Dolores sjunger                | 3:26  |                                                                |
| 4.  | Tala om                        | 4:02  |                                                                |
| 5.  | Liten pojk som alltid kraschar | 3:32  |                                                                |
| 6.  | Vill du gå med mej             | 3:19  |                                                                |
| 7.  | Decemberblommor                | 4:55  |                                                                |
| 8.  | Nångång måste allting skaka    | 4:37  |                                                                |
| 9.  | Kromad, svart                  | 4:44  |                                                                |
| 10. | Stockholm – Caracas            | 4:51  | texten knyter an till "En ny Ida Lupino" på Pascha Jims dagbok |

## Medverkande
- Staffan Hellstrand: sång, gitarr, piano, orgel
- Fredrik Blank: gitarr, kör
- Hans Östlund: gitarr
- Magnus Börjeson: bas, kör
- Conny Städe: trummor

- Michael Ilbert: keyboard, slagverk, trummor
- Charlie Storm: programmering

## Listplaceringar
| Lista (1999) | Position |
| ------------ | -------- |
| Sverige      | 18       |

### Fotnoter
1. ↑  Information i Svensk mediedatabas.
2. ↑  Information i Svensk mediedatabas.
3. ↑  Information i Svensk mediedatabas.
4. ↑  Listplacering